# キャラクターデザイン学科
キャラクターデザイン学科（キャラクターデザインがっか）は、キャラクターのデザインについての教育研究を目的とした大学の芸術系の学科の一つである。

## キャラクターデザインについての教育機関のある日本の大学
- 京都芸術大学 芸術学部 キャラクターデザイン学科
- 大阪芸術大学 芸術学部 キャラクター造形学科